# لرده‌دوزی
لرده‌دوزی مجموعه‌ای از هنرهای دستی، مانند تکه‌دوزی، گل‌دوزی، بخارادوزی، خامه‌دوزی، پولک‌دوزی، قیطان‌دوزی، ساقه‌دوزی، سیاه‌دوزی، زری‌دوزی و سرمه‌دوزی است. «لَردِه» به معنای یک سطح صاف است که این فرآیندهای هنری روی آن پیاده‌سازی می‌شود.  پارچه ابریشمی، پولک مسی، نخ دست‌دوز، تکه‌هایی از پارچه مخمل، سوزن، نوار قیطان، نخ کاموا، سکه و غیره از مواردی است که برای لرده‌دوزی استفاده می‌شود. لرده‌دوزی از هنرهای قدیمی استان سمنان است.
در لرده‌دوزی، ابتدا طرح را روی پارچه زمینه ابریشمی می‌کشند و با توجه به طرح مورد نظر از هنرهای تکه‌دوزی، پولک‌دوزی، خامه‌دوزی و... استفاده می‌کنند. اگر در طرح مورد نظر قرار بر استفاده از تکه‌دوزی باشد، تکه را از پارچه‌ای با رنگ مخالف و از جنس مخمل آماده می‌کنند. معمولا در سوزن‌دوزی‌ها، پارچۀ تکه با دوخت دندان‌موشی و ساقه‌دوزی یا دوخت ساده به پارچه زمینه متصل می‌شود، ولی در لرده‌دوزی، تکه را با پولک مسی به پارچه زمینه توسط نخ دست‌دوز متصل می‌کنند.